# Palauastrea ramosa
Palauastrea ramosa es la única especie del género de corales Palauastrea, de la familia Astrocoeniidae, orden Scleractinia.
Este género se encuadra en los corales hermatípicos, que tienen algas zooxantelas y son constructores de arrecifes. Es una especie poco común en su rango de distribución, aunque puede ser localmente abundante.

## Morfología
Las colonias son ramificadas, usualmente en anastomosis, y con las puntas redondeadas. El coenosteum, o parte común del esqueleto de la colonia, presenta finas espículas y granulaciones uniformes. Sus colonias conforman "camas" de unos 6 a 8 m de diámetro.
Los coralitos de los pólipos son circulares, y están inmersos, y uniformemente distribuidos, en la superficie de la colonia. Los septa están limpiamente dispuestos en dos órdenes alternos, y no se fusionan con la columela.
Tentáculos generalmente extendidos de noche, aunque ocasionalmente también de día. Su coloración es marrón rosáceo o crema. Los tentáculos presentan unas células urticantes denominadas nematocistos, empleadas en la caza de presas microscópicas de plancton. 
Esta especie es muy parecida a Porites cylindrica, o a especies de Anacropora, distinguiéndose solamente por la observación de sus coralitos, que en el caso de Palauastrea presentan una punta central, en medio de los septa.

## Alimentación
Los pólipos contienen algas simbióticas; mutualistas (ambos organismos se benefician de la relación) llamadas zooxantelas. Las algas realizan la fotosíntesis produciendo oxígeno y azúcares, que son aprovechados por los pólipos, y se alimentan de los catabolitos del coral (especialmente fósforo y nitrógeno). Esto les proporciona entre el 75 y el 95% de sus necesidades alimenticias. El resto lo obtienen atrapando plancton microscópico y materia orgánica disuelta del agua.

## Reproducción
Se reproducen tanto asexualmente, por gemación, como sexualmente, liberando gran cantidad de esperma y huevos a la columna de agua, donde, una vez producida la fertilización, las larvas planctónicas deambulan por el agua arrastradas por las corrientes, antes de metamorfosearse en pólipos. Posteriormente se fijan al sustrato y comienzan a secretar carbonato de calcio para conformar su esqueleto, o coralito. A continuación se reproducen por gemación y se va conformando una nueva colonia. 

## Hábitat
Se encuentra en aguas tropicales, en casi todas las áreas del arrecife, excepto en zonas de fuerte oleaje. En Australia su ubicación se restringe a aguas turbias y fondos arenosos.
Ocurre en aguas relativamente superficiales, hasta los 30 m de profundidad, aunque se reportan localizaciones hasta los 36,2 metros.

## Distribución geográfica
Su distribución geográfica comprende el este del océano Índico y el oeste del Pacífico.
Es especie nativa de Australia; Birmania; Camboya; China; Filipinas; India; Indonesia; Japón; Malasia; Palaos; Papúa Nueva Guinea; Singapur; islas Salomón; Sri Lanka; Tailandia; Taiwán; Vanuatu y Vietnam.